# Pink Season: The Prophecy
Pink Season: The Prophecy — мини-альбом ютубера Filthy Frank, выпущенный под псевдонимом Pink Guy 24 мая 2017 года на лейбле 88rising и включает в себя ремиксы песен с альбома Pink Season.

## Список композиций
| №                   | Название                                                             | Продюсеры                                       | Длительность |
| ------------------- | -------------------------------------------------------------------- | ----------------------------------------------- | ------------ |
| 1.                  | «Dumplings» (ремикс Borgore)                                         | Джордж Миллер Holder [ 3 ]                      | 2:42         |
| 2.                  | «Fried Noodles» (ремикс Getter)                                      | Миллер                                          | 5:52         |
| 3.                  | «STFU» (ремикс Tasty Treat)                                          | Миллер Ryan Jacob [ 4 ]                         | 2:08         |
| 4.                  | «Are You Serious» (ремикс Axel Boy)                                  | Миллер Holder [ 5 ]                             | 4:34         |
| 5.                  | «The Prophecy» (при участии Getter, Borgore, Axel Boy и Tasty Treat) | Миллер Getter Borgore Axel Boy TastyTreat [ 6 ] | 12:32        |
| Общая длительность: | Общая длительность:                                                  | Общая длительность:                             | 27:48        |

## Чарты
| Чарт (2017)                   | Высшая позиция |
| ----------------------------- | -------------- |
| США Comedy Albums (Billboard) | 2              |